# Operazione Perseo
Operazione Perseo è il nome in codice di un'operazione contro cosa nostra, condotta dall'Arma dei Carabinieri di Palermo il 16 dicembre 2008.
In seguito all'operazione vennero catturati 99 mafiosi appartenenti ai vertici di Cosa Nostra palermitana che, unitamente a decine di gregari, tentavano di ricostituire la Commissione provinciale palermitana, così attuando il progetto - sostenuto dal ex boss latitante Matteo Messina Denaro - di riportare in vita la Cupola mafiosa di Cosa Nostra. Il capo sarebbe stato Benedetto Capizzi, capo del Mandamento di Villagrazia-Santa Maria del Gesù.
Tra gli arrestati di rilievo vi erano: Giuseppe Scaduto, capo di Bagheria, Gerlando Alberti, Gaetano Lo Presti e Giovanni Lipari tutti boss di Porta Nuova, Gaetano Fidanzati di Resuttana, Giovanni Adelfio di Villagrazia, Luigi Caravello della Noce, Nino Spera di Belmonte Mezzagno, Rosario Lo Bue di Corleone, Franco Bonomo di San Mauro Castelverde, Gregorio Agrigento di San Giuseppe Jato e Salvatore Lombardo di Montelepre.
L'operazione Perseo fu il risultato di oltre nove mesi di indagini del Reparto Operativo dei Carabinieri di Palermo le quali hanno documentato il progressivo realizzarsi di un piano – ideato dai massimi vertici di Cosa Nostra siciliana agli inizi del 2008 – teso al ripristino, a distanza di circa 15 anni dall'arresto di Salvatore Riina, del tradizionale modello organizzativo che vedeva appunto la cosiddetta Commissione quale unico organo deputato ad assumere le più gravi ed importanti decisioni.
L'operazione ha, inoltre, fornito la mappa degli attuali organigrammi di Cosa Nostra nell'intera provincia palermitana, permettendo in tal modo di annientarne la direzione strategica, individuata in undici Capi Mandamento Bagheria, Porta Nuova, Pagliarelli, Villagrazia, Noce, Resuttana, Brancaccio, Corleone, Belmonte Mezzagno, San Giuseppe Jato e San Mauro Castelverde), undici Vice-Capo Mandamento (Bagheria, Porta Nuova, Pagliarelli, Villagrazia, San Lorenzo, Noce, Resuttana, Brancaccio, Bocca di Falco, Belmonte Mezzagno e San Giuseppe Jato) e diciannove Capi Famiglia (Bagheria, Borgo Vecchio, Ballarò, Pagliarelli, Molara, Villagrazia, Santa Maria del Gesù, Acquasanta, San Lorenzo, Tommaso Natale, Altarello, Arenella, Uditore, Corso dei Mille, Corleone, Belmonte Mezzagno, San Giuseppe Jato, Monreale e Montelepre).
Video correlati.